# Вернер, Пьер
Пьер Вернер (люкс. Pierre Werner; 29 декабря 1913, Сент-Андре-ле-Лилль — 24 июня 2002, Люксембург) — люксембургский политик. Премьер-министр страны с 2 марта 1959 по 15 июня 1974 года и с 16 июля 1979 по 20 июля 1984 года.

## Биография
Родился в городе Сент-Андре-ле-Лилль, Франция, в семье, происходившей из Люксембурга. Во время нацистской оккупации Люксембурга (1940—1945), работая банкиром, предоставлял тайную поддержку движению сопротивления против оккупационных сил. После Второй мировой войны стал контролировать банковскую систему в стране. Принимал участие в Бреттон-Вудской конференции, на которой был создан Международный валютный фонд (МВФ).
Вошёл в состав правительства Люксембурга в 1953 году министром обороны (до 1959), юстиции (до 1967) и финансов (до 1974 года). Был министром иностранных дел (в 1964—1967).
Премьер-министр с 1959 по 1974 и с 1979 по 1984 год. Он также занимал должность министра культуры.
Как христианско-демократический премьер-министр, провёл диверсификацию национальной экономики, сильно пострадавшей от общеевропейского кризиса в металлургической промышленности, за счёт привлечения новых инвестиций в промышленность, а также финансовых услуг в Великое Герцогство. Он также положил начало процессу европейской интеграции в основе политики своей страны.
В 1970 году получил мандат от европейских глав государств и правительств на создание экспертной группы, занимавшейся разработкой проекта создания экономического и валютного союза в рамках ЕЭС. «План Вернера» был позже возрожден и расширен Жаком Делором. Его принципы были закреплены в Маастрихтском договоре, который открыл путь к созданию единой европейской валюты, евро.
С 1985 по 1987 год был председателем совета директоров медиахолдинга RTL, а с 1989 по 1996 год — председателем спутникового оператора SES, в создании которого принимал активное участие.
Умер 24 июня 2002 года в Люксембурге.